# Opius prolongatus
Opius prolongatus är en stekelart som beskrevs av Fischer 1964. Opius prolongatus ingår i släktet Opius och familjen bracksteklar. Inga underarter finns listade i Catalogue of Life.